# Anomalographis
Anomalographis — рід лишайників родини графідові (Graphidaceae). Назва вперше опублікована 1992 року.

## Класифікація
До роду Anomalographis відносять 2 види:
- Anomalographis madeirensis
- Anomalographis tulliensis